# BookWyrm
BookWyrm es una comunidad virtual de catalogación de libros y lecturas, en la que se permite al usuario la creación de "estanterías", listas y reseñas para monitorizar  y compartir sus lecturas y seguir y descubrir la de sus amigos y contactos.
Bookwyrm forma parte del Fediverso, como Mastodon, WordPress o Pixelfed, por lo que es una red libre, descentralizada y "anticorporativa". Se considera, por ello, una alternativa libre a Goodreads y similares, en la que los datos no se monetizan. Ha sido creado y mantenido por Mouse Reeve.
El nombre proviene de un juego de palabras entre bookworm (lector voraz, literalmente 'gusano de libros') y wyrm (sierpe, serpiente de gran tamaño).

## Federación
A diferencia de Goodreads, Bookwyrm se sustenta en software libre y está integrado en el Fediverso, esto implica que el software usa el protocolo ActivityPub para permitir la interacción con otras redes. Bookwyrm es una red descentralizada, por lo que se compone de distintos servidores (con distintas reglas y códigos de conducta) que están federados entre sí, así como en otros servicios del fediverso.
Bookwyrm está conectado a las bases de datos de Open Library, entre otros repositorios, por ello depende de los libros alojados en estas bases de datos o en las aportadas por los usuarios. En el caso de no estar alojado un libro se puede añadir a mano.

## Características
Dentro de Bookwyrm se permiten las siguientes acciones, además de la importación de datos de otras plataformas (goodread, etc.):
- Catalogación de libros en "estanterías". De manera predeterminada: libros "para leer", "leyendo actualmente", "leídos", "dejado de leer".
- Escribir reseñas, comentarios o citas de cada libro

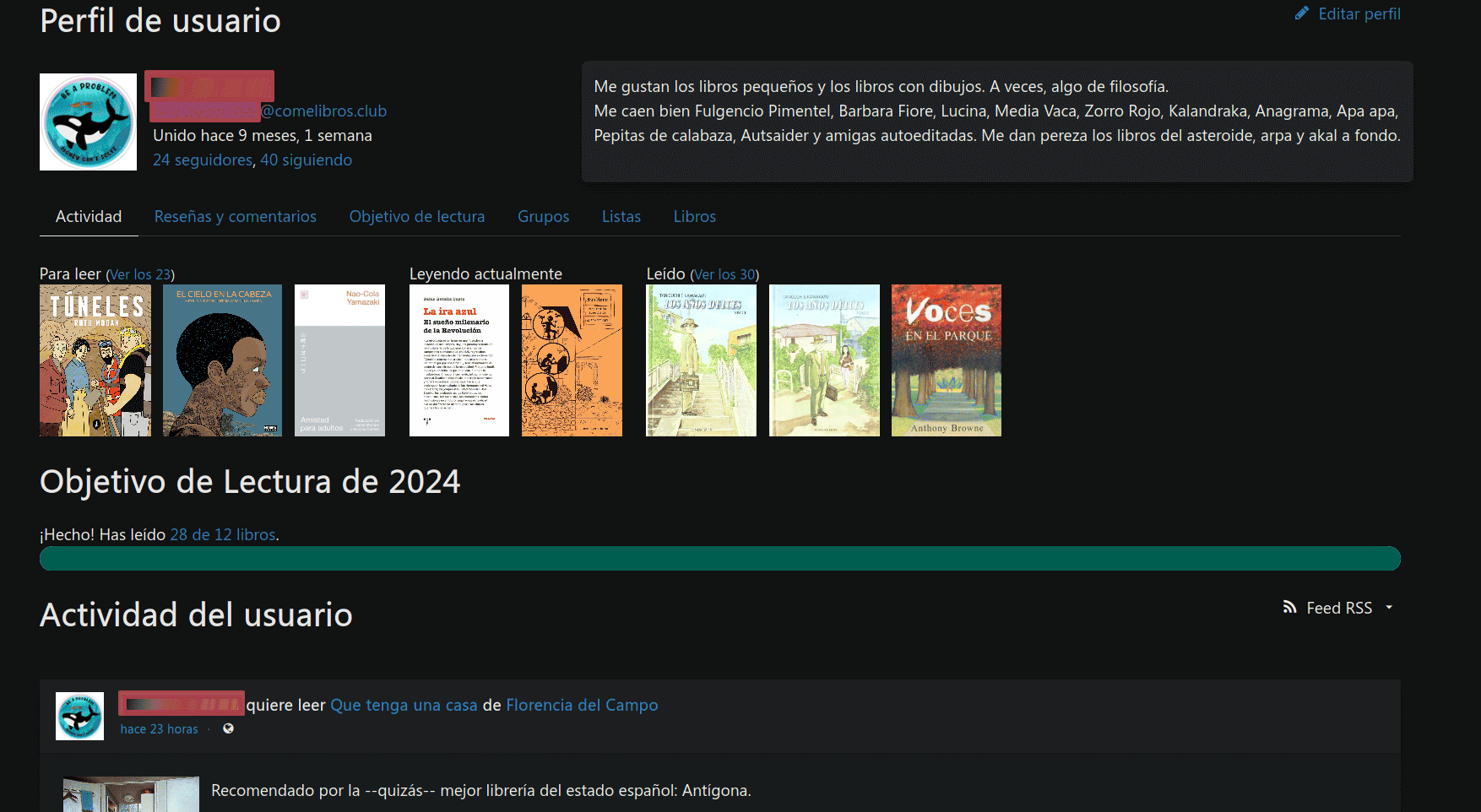
Ejemplo de página de usuario en Bookwyrm

- Ejemplo de página de usuario en BookwyrmPuntuar cada libro con 1-5 estrellas
- Creación de listas y nuevas estanterías
- Ver y comentar las reseñas o comentarios de tus contactos
- Configurar cada publicación como privada, pública, solo contactos.
- Difundir en otras redes del fediverso
- Añadir libros a mano (que no estén en Open Library o en otros servidores de bookwyrm)